# Ashley Engle
Pour les articles homonymes, voir Engle.
Ashley Engle est une joueuse de volley-ball américaine née le 26 janvier 1988 à Yorba Linda (Californie). Elle mesure 1,91 m et joue attaquante. Elle totalise 6 sélections en équipe des États-Unis.

## Clubs
| Club                          | De        | À         |
| ----------------------------- | --------- | --------- |
| University of Texas at Austin | 2007-2008 | 2009-2010 |
| VK Bakı                       | 2010-2011 | 2010-2011 |
| AS Rota Volley                | 2011-2012 | 2011-2012 |
| Cuatto Giaveno Volley         | oct 2012  | déc 2012  |
| Sarıyer Belediyesi            | jan 2013  | mai 2013  |